# Guilers
Guilers (bretonisch Gwiler-Leon) ist eine französische Gemeinde im Département Finistère in der Bretagne mit 8221 Einwohnern (Stand 1. Januar 2022). Sie gehört zum Arrondissement Brest, zum Kanton Brest-4 und zum Gemeindeverband Brest Métropole.

## Geografie
Die Gemeinde liegt im Westen der Bretagne im Großraum der Stadt Brest. Sowohl das Stadtzentrum von Brest als auch die Rade de Brest befinden sich nur wenige Kilometer südöstlich, die Atlantikküste am Beginn des Ärmelkanals etwa 18 Kilometer nördlich.
Das Ortsbild wird geprägt durch überwiegende Bebauung mit Einfamilienhäusern, die das sprunghafte Ansteigen der Einwohnerzahl in der zweiten Hälfte des 20. Jahrhunderts widerspiegelt (1968 hatte Guilers nur 1 879 Einwohner). Nach der Base Mérimée des Kulturministeriums gibt es im Ort keine kulturhistorisch bedeutenden Objekte.

## Bevölkerungsentwicklung
| Jahr                       | 1962 | 1968 | 1975 | 1982 | 1990 | 1999 | 2006 | 2017 |
| Einwohner                  | 1846 | 1879 | 4678 | 6686 | 6785 | 6956 | 7230 | 7981 |
| Quellen: Cassini und INSEE |      |      |      |      |      |      |      |      |

## Verkehrsanbindung
Die nächstgelegenen Abfahrten an den autobahnähnlich ausgebauten Schnellstraßen E 50 (Rennes-Brest) und E 60 (Nantes-Brest) befinden sich nur wenige Kilometer westlich der Gemeinde am nordöstlichen Stadtrand von Brest, wo sie aufeinandertreffen. Von hier aus führt die Route départementale D5 bis Plouarzel nahe der Westküste, wobei sie Guilers unmittelbar südwestlich tangiert und hier als Umgehungsstraße vierspurig ausgebaut ist.
Der Bahnhof in Brest ist TGV-Atlantique-Station und Regionalbahnhof im Netz der TER Bretagne.
Der Flughafen Brest befindet sich etwa zehn Kilometer westlich.

## Sehenswürdigkeiten
Siehe: Liste der Monuments historiques in Guilers